# Elophos spurcaria
Elophos spurcaria är en fjärilsart som beskrevs av De la Harpe 1853. Elophos spurcaria ingår i släktet Elophos och familjen mätare. Inga underarter finns listade i Catalogue of Life.